# Parafia św. Marcina w Odolanowie
Parafia Świętego Marcina w Odolanowie – parafia rzymskokatolicka należąca do dekanatu Odolanów diecezji kaliskiej. Została utworzona w XII wieku. Kościół parafialny późnobarokowy zbudowany w 1794, rozbudowany i przebudowany w latach 1912–1913 w stylu neobarokowym. Mieści się przy Rynku.